# Le Mage (Orne)
Le Mage település Franciaországban, Orne megyében. Lakosainak száma 217 fő (2022. január 1.). Le Mage Bizou, Longny les Villages, Moutiers-au-Perche és Rémalard en Perche községekkel határos.

## Népesség
A település népességének változása:
| Lakosok száma | 244  | 237  | 240  | 231  | 227  | 223  | 219  | 216  | 217  |
|               | 2013 | 2015 | 2016 | 2017 | 2018 | 2019 | 2020 | 2021 | 2022 |